# شرايين أخمصية مخصوصة لأصابع القدم
شرايين أخمصية مخصوصة لأصابع القدم (بالإنجليزية: Proper plantar digital arteries)‏‏ هو شريان يتفرعُ من شرايين أخمصية أصلية لأصابع القدم.